# Свети Флоријан (Рогашка Слатина)
Свети Флоријан (словен. Sveti Florijan) је насељено место у општини Рогашка Слатина, Савињска регија, Словенија.

## Историја
До територијалне реорганизације у Словенији био је у саставу старе општине Шмарје при Јелшах.

## Становништво
У попису становништва из 2011. године, Свети Флоријан је имао 371 становника.
| Број становника према пописима | Број становника према пописима | Број становника према пописима |
| ------------------------------ | ------------------------------ | ------------------------------ |
| 1991                           | 2002                           | 2011                           |
| 376                            | 359                            | 371                            |

Напомена: До 1948. исказивано под именом Свети Флоријан при Рогатцу, а од 1948. до 1993. под именом Стојно село. Године 1993. повећан за део насеља Стрмец при Светем Флоријану.